# U.S. Route 129
La U.S. Route 129 (US 129) est une route auxiliaire de la US 29, lesquelles se rencontrent à Athens, Géorgie. La US 129 parcourt 582 miles (937 km) depuis une intersection avec la US 19 / US 27 Alt. / US 98 à Chiefland, Floride jusqu'à un échangeur avec l'I-40 à Knoxville, Tennessee. Elle passe par la Floride, la Géorgie, la Caroline du Nord et le Tennessee.
Le segment situé entre Deals Gap à la frontière entre la Caroline du Nord et le Tennessee est connu comme The Dragon ou The Dragon's Tail en raison de son parcours très sinueux. Celui-ci compte 318 courbes sur une distance de 11 miles (18 km).

## Description du tracé
|       | mi  | km  |
| ----- | --- | --- |
| FL    | 85  | 137 |
| GA    | 379 | 610 |
| NC    | 64  | 103 |
| TN    | 53  | 85  |
| Total | 582 | 937 |

### Floride
La US 129 débute à une intersection avec la US 19 / US 27 Alt. / US 98 à Chiefland. Elle se dirige vers le nord et passe par Trenton avant d'atteindre Branford, où elle forme un court multiplex avec la US 27, suivi par Live Oak et Jasper. La route continue ensuite vers le nord-ouest et atteint la frontière avec la Géorgie un peu plus loin.

### Géorgie
La US 129 constitue le lien principal entre le centre de la Géorgie et Athens. Elle entre dans l'état au sud de Statenville et se dirige vers le nord. Elle atteint Lakeland où elle bifurque vers le nord-ouest jusqu'à Ray City, où elle reprend un alignement vers le nord. Elle passe par Nashville, Alapaha, Ocilla, Fitzgerald, Abbeville, Hawkinsville, Warner Robins, Macon, Eatonton, Madison et Athens. À Athens, elle contourne la ville par l'ouest et croise la US 29. La US 129 quitte la région d'Athens vers le nord-ouest jusqu'à Gainesville, où elle reprend un alignement vers le nord. Un peu après Cleveland, elle rejoint la US 19 et le multiplex se rend jusqu'à la frontière avec la Caroline du Nord en passant par Blairsville.

### Caroline du Nord
La US 129 entre en Caroline du Nord au sud de Murphy. Elle atteint la US 64 / US 74 et forme un multiplex avec celle-ci jusqu'à Murphy. Là, la US 64 se détache et la US 19 / US 74 / US 129 continue vers le nord-est jusqu'à Topton. À cet endroit, la US 129 se détache du multiplex pour se diriger vers le nord-ouest en passant par Robbinsville. Elle atteint la frontière du Tennessee dans Deals Gap.

### Tennessee
La US 129 entre au Tennessee à l'ouest du Parc national des Great Smoky Mountains et longe le Lac Chilhowee sur une courte distance avant de bifurquer vers le nord. Dans le segment de 11 miles (18 km) suivant la frontière, la route présente 318 courbes. Celles-ci donnent le nom au segment, la Tail Of The Dragon. La route poursuit son tracé vers le nord et atteint la US 411. Les routes forment un multiplex jusqu'à Maryville. Elle croise le terminus de l'I-140 avant d'atteindre Knoxville. Elle rencontre son terminus nord à Knoxville, à l'échangeur avec l'I-40.

## Intersections majeures
Floride
 US 19 / US 27 Alt. / US 98 à Chiefland
 US 27 près de Branford. Les routes forment un multiplex jusqu'à Branford.
 US 90 à Live Oak
 I-10 près de Live Oak
 I-75 près de Suwannee Springs
 US 41 près de Jasper. Les routes forment un multiplex jusqu'à Jasper.
Géorgie
 US 84 à Stockton
 US 221 près de Lakeland. Les routes forment un multiplex jusqu'à Lakeland.
 US 82 à Alapaha. Les routes forment un multiplex jusqu'au nord-est d'Alapaha.
 US 319 à Ocilla. Les routes forment un multiplex jusqu'à Fitzgerald.
 US 280 à Abbeville
 US 341 à Hawkinsville. Les routes forment un multiplex jusqu'au nord-ouest de Hawkinsville.
 US 41 près de Sofkee. Les routes forment un multiplex jusqu'à Macon.
 US 80 à Macon. Les routes forment un multiplex dans la ville.
 US 23 à Macon. Les routes forment un multiplex dans la ville.
 I-16 à Macon
 US 441 à Eatonton. Les routes forment un multiplex jusqu'à Athens.
 I-20 à Madison
 US 278 à Madison. Les routes forment un multiplex jusqu'au nord-est de Madison.
 US 29 / US 78 à Athens. Les routes forment un multiplex dans la ville.
 I-85 à Jefferson
 I-985 / US 23 à Gainesville. Les routes forment un multiplex jusqu'au nord-est de Gainesville.
 US 19 à Turners Corner. Les routes forment un multiplex jusqu'à Topton, NC.
 US 76 à Blairsville.
Caroline du Nord
 US 64 / US 74 à Ranger. La US 64 / US 129 forment un multiplex jusqu'à Murphy. La US 74 / US 129 forment un multiplex jusqu'à Topton.
Tennessee
 US 411 près de Clover Hill. Les routes forment un multiplex jusqu'à Maryville.
 US 321 à Maryville
 I-140 à Alcoa
 US 11 / US 70 à Knoxville
 I-40 à Knoxville